# Tylopus hilaroides
Tylopus hilaroides är en mångfotingart som beskrevs av Sergei I. Golovatch 1984. Tylopus hilaroides ingår i släktet Tylopus och familjen orangeridubbelfotingar. Inga underarter finns listade i Catalogue of Life.